# دافيد ميتشيل
دافيد ميتشيل (بالإنجليزية: David Mitchell)‏ (24 أغسطس 1945 بستوك أون ترينت في المملكة المتحدة - ) هو لاعب كرة قدم بريطاني في مركز الهجوم. لعب مع إيبسويتش تاون وبورت فايل.